# MARS (cryptographie)
Pour les articles homonymes, voir Mars.
Meilleure cryptanalyse
attaque Boomerang sur 11 tours
MARS est un algorithme de chiffrement de bloc proposé par IBM pour le concours AES. Il a été retenu pour la finale. Parmi les concepteurs se trouvent Don Coppersmith qui avait déjà participé à la réalisation de DES 20 ans auparavant. 
MARS est basé sur un bloc de 128 bits et une taille de clé entre 128 et 448 bits (par incréments de 32 bits). Contrairement à la plupart des chiffrements de bloc, MARS a une structure hétérogène sur un réseau de Feistel non-équilibré : 8 tours « vers l'avant » et 8 tours « vers l'arrière ». Ces 16 tours sont précédés par 8 tours et suivis de 8 tours dits de « mixage » indépendants de la clé. 
Eli Biham, Bruce Schneier, Bart Preneel, Lars Knudsen et d'autres experts ont proposé des attaques sur des versions allégées. Une des attaques les plus significatives sur 11 tours est basée sur une attaque boomerang par Kelsey et Schneier.